# Südalinn

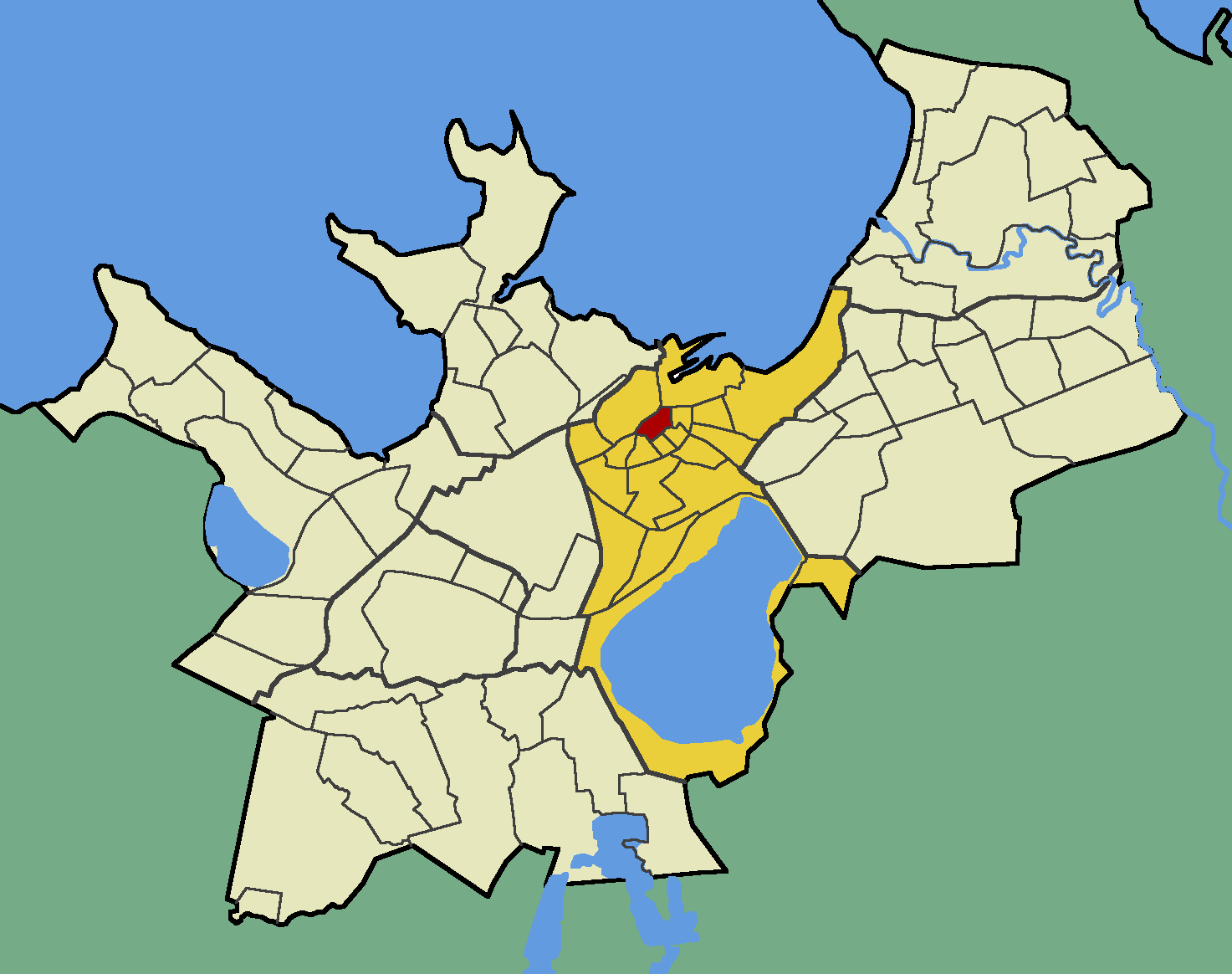
Der Bezirk Südalinn (rot) im Tallinner Stadtteil Kesklinn (gelb)

Südalinn (zu Deutsch etwa „Herz der Stadt“) ist ein Bezirk (estnisch asum) der estnischen Hauptstadt Tallinn. Er liegt im Stadtteil Kesklinn („Innenstadt“), direkt im Stadtzentrum Tallinns.

## Beschreibung
Südalinn hat 132 Einwohner (Stand 1. Mai 2010).
In Südalinn befinden sich wichtige Einrichtungen der estnischen Hauptstadt, unter anderem die Nationaloper Estonia, das Eesti Draamateater (früher „Deutsches Theater“), die Estnische Zentralbank Eesti Pank, das Sokos Hotel Viru, das moderne Einkaufszentrum Viru Keskus und das Englische Gymnasium (Tallinna Inglise Kolledž).
Das 1985 fertiggestellte Schulungs- und Kongresszentrum Sakala wurde 2007 abgerissen. An seiner Stelle entstand das Einkaufszentrum Solaris, das im Oktober 2009 seine Tore öffnete. Darin befinden sich auch ein Konzerthaus und das Kulturkino Artis.

## Bilder

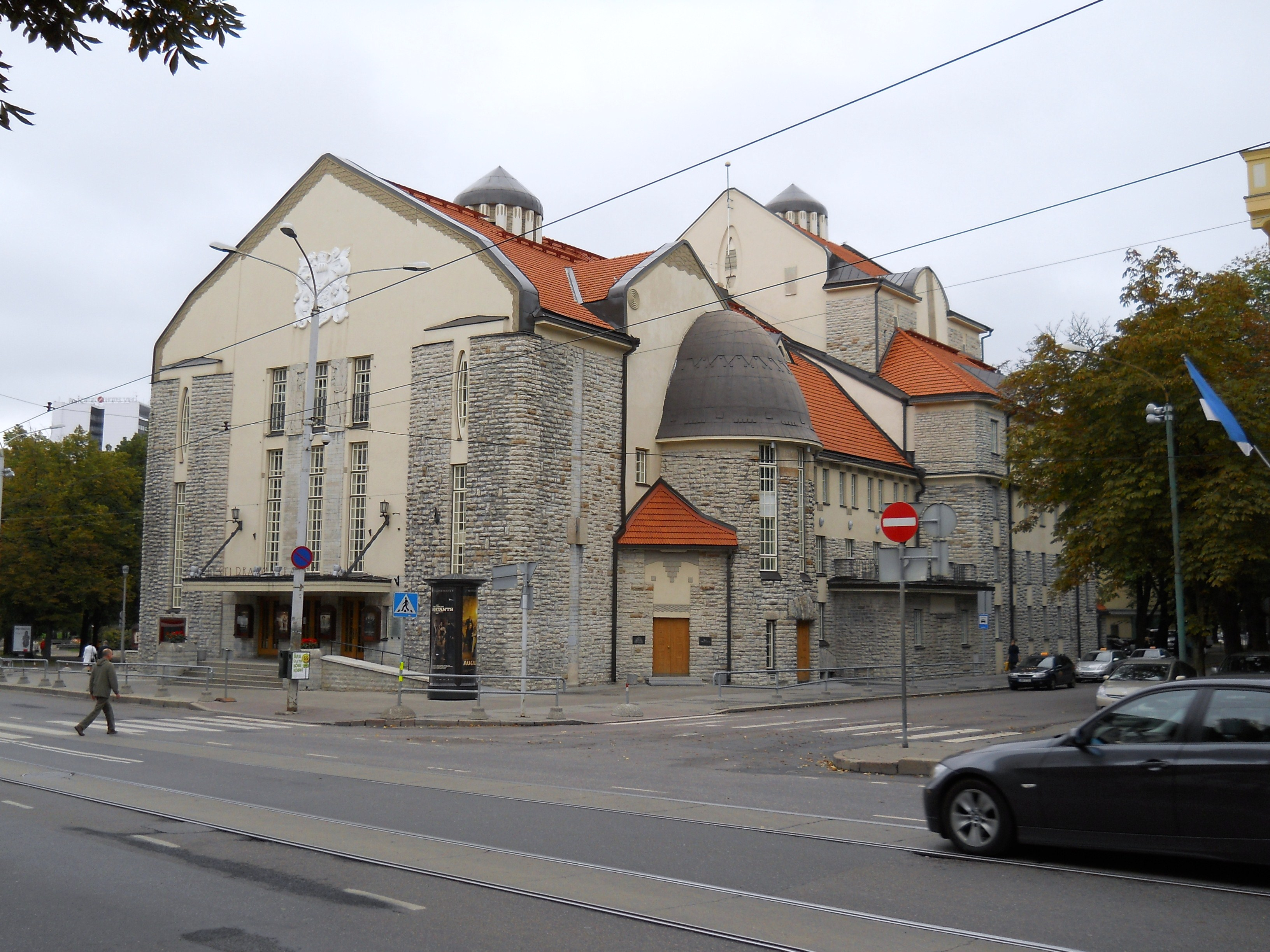
Das Eesti Draamateater im Stil der Nationalromantik
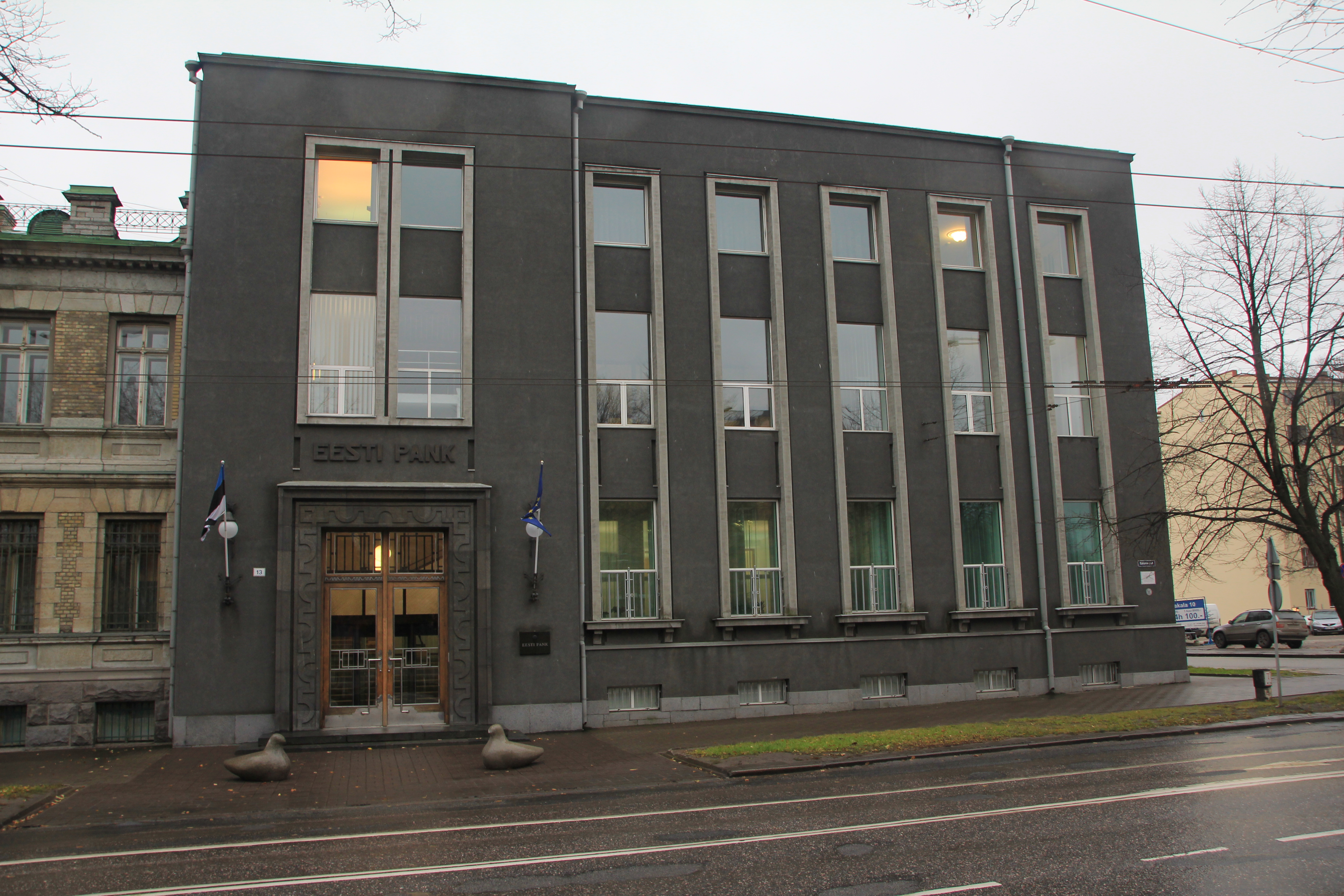
Hauptgebäude der Eesti Pank
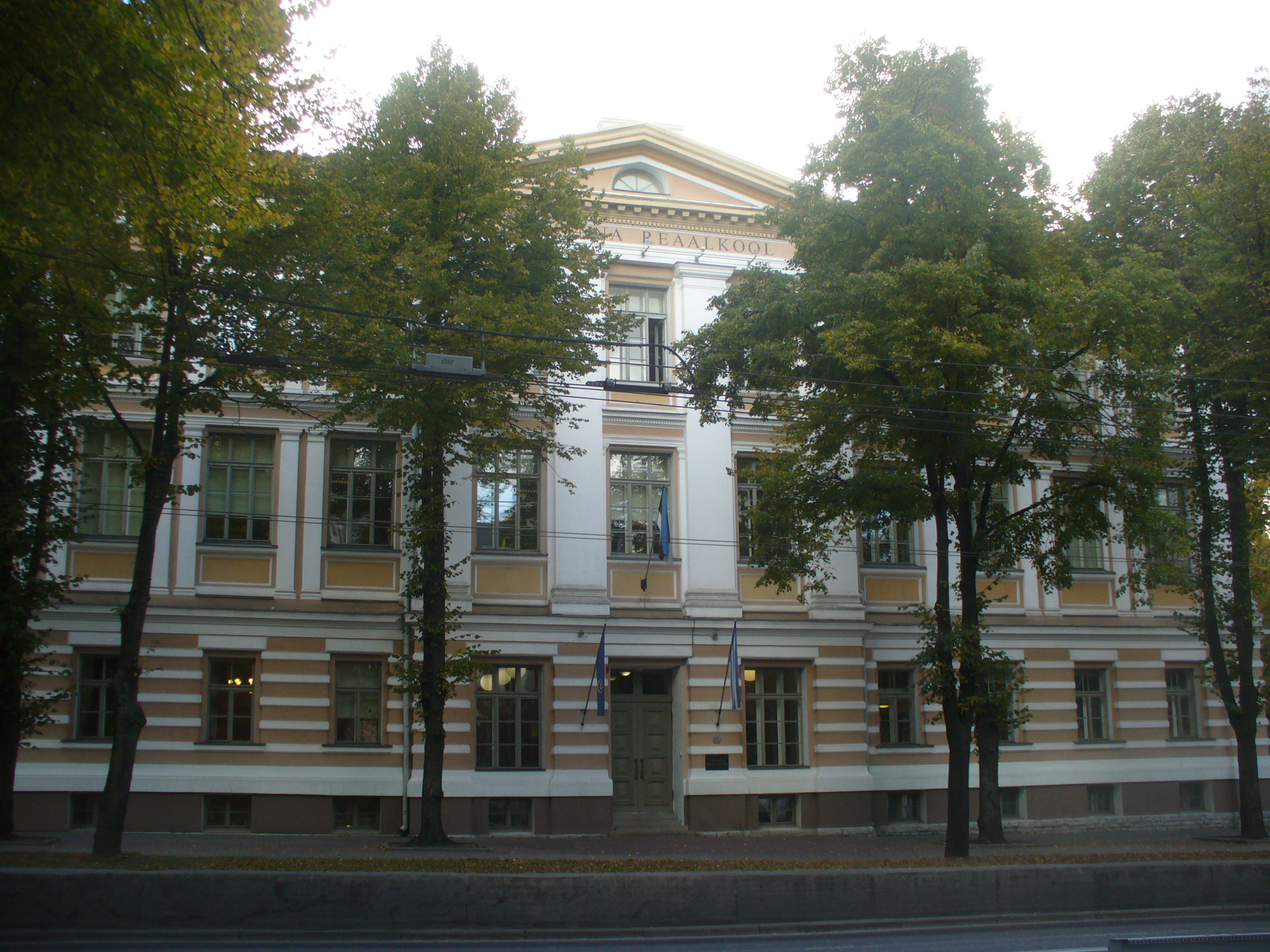
Tallinner Realschule in Südalinn

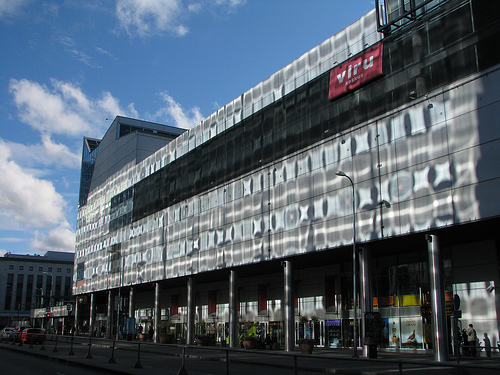
Einkaufszentrum Viru keskus
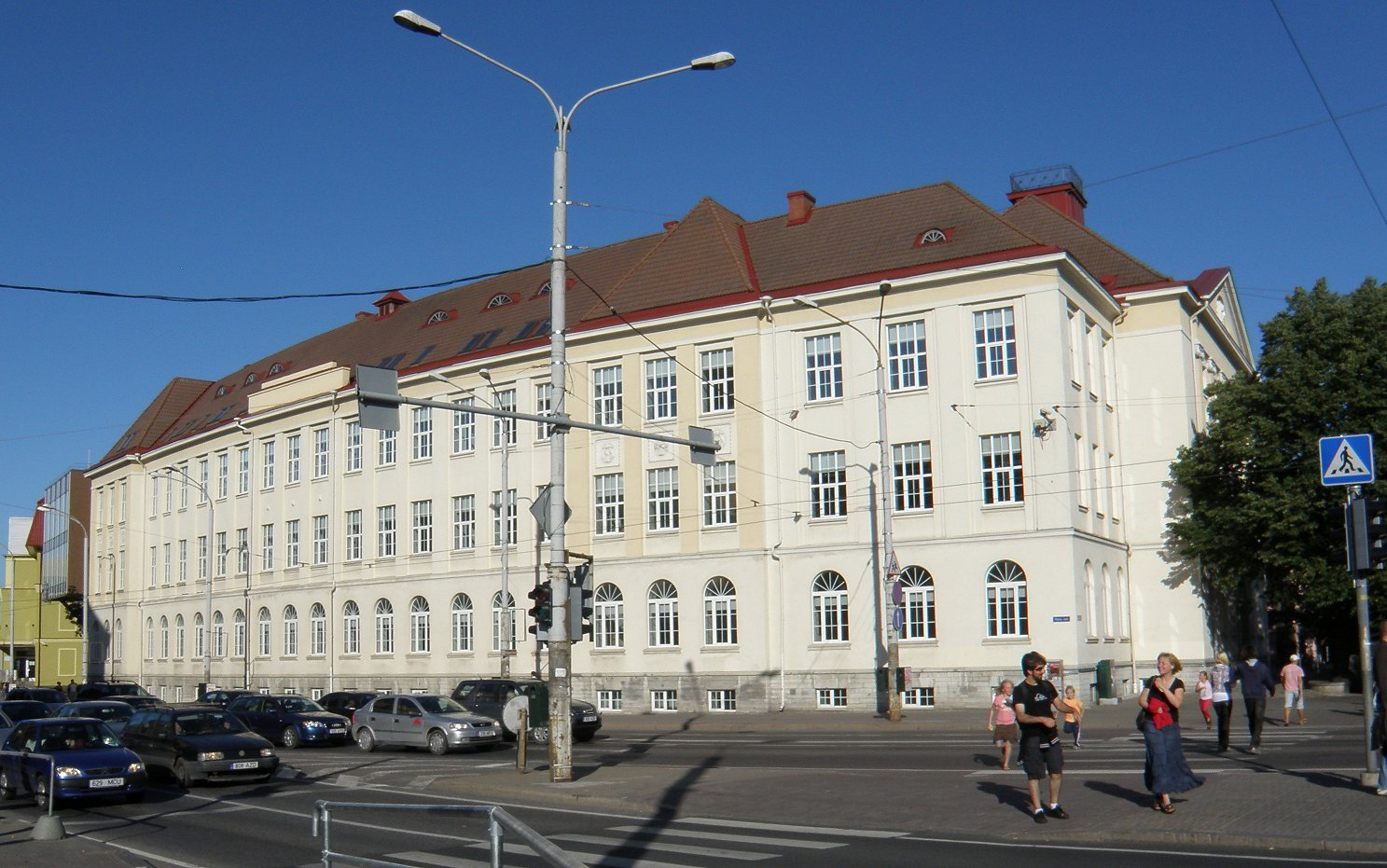
Das Englische Gymnasium von Tallinn
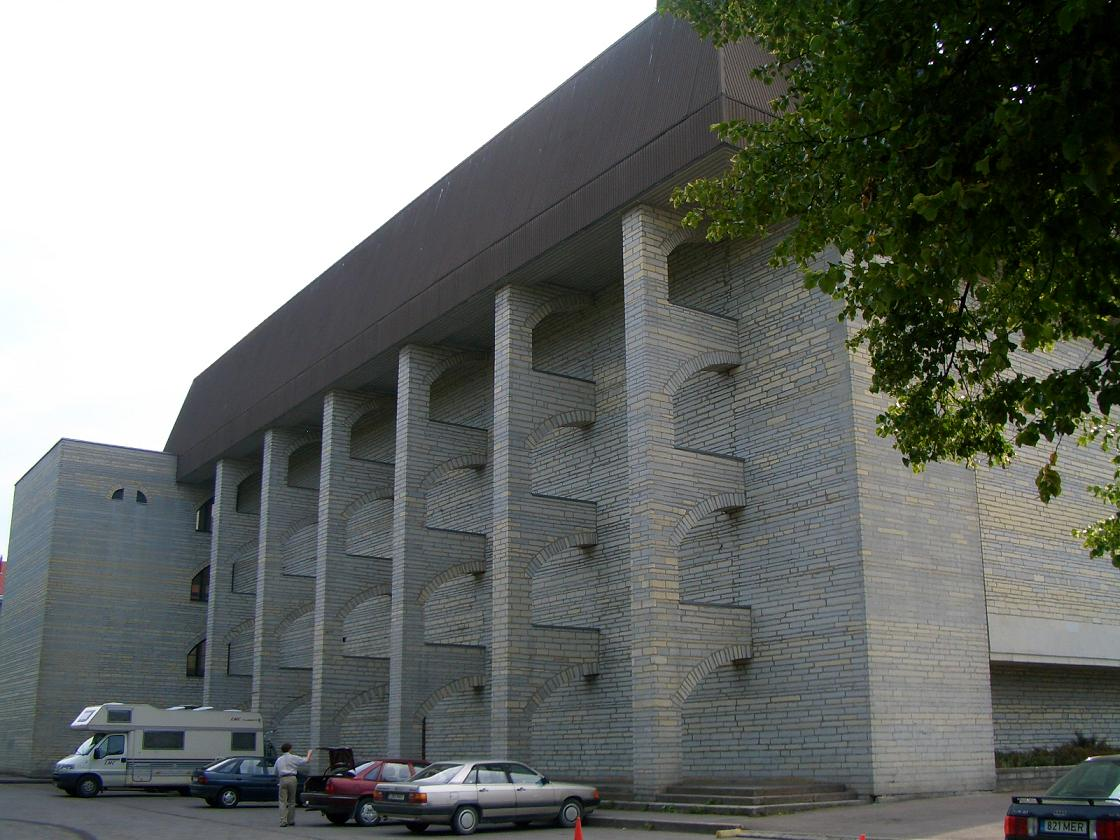
Kongresszentrum Sakala (2007 abgerissen)